# Vaux-et-Chantegrue
Pour les articles homonymes, voir Vaux.
Vaux-et-Chantegrue est une commune française située dans le département du Doubs, la région culturelle et historique de Franche-Comté et la région administrative Bourgogne-Franche-Comté.
Ses habitants sont appelés les Valchantois et Valchantoises.

## Géographie
Village à la structure bicéphale : Vaux dont l'habitat présente un aspect groupé mais de plan complexe autour de l'église ; plus au sud Chantegrue à la disposition linéaire, l'assimilant davantage à un village-rue.

### Toponymie
Villa de Vauz en 1250 ; Wauz en 1257 ; Waul en 1289 ; Valz en 1313.

### Climat
Pour des articles plus généraux, voir Climat de la Bourgogne-Franche-Comté et Climat du Doubs.
En 2010, le climat de la commune est de type climat de montagne, selon une étude du Centre national de la recherche scientifique s'appuyant sur une série de données couvrant la période 1971-2000. En 2020, Météo-France publie une typologie des climats de la France métropolitaine dans laquelle la commune est exposée à un climat de montagne ou de marges de montagne et est dans la région climatique  Jura, caractérisée par une forte pluviométrie en toutes saisons (1 000 à 1 500 mm/an), des hivers rigoureux et un ensoleillement médiocre. 
Pour la période 1971-2000, la température annuelle moyenne est de 7,3 °C, avec une amplitude thermique annuelle de 16,3 °C. Le cumul annuel moyen de précipitations est de 1 591 mm, avec 13,4 jours de précipitations en janvier et 11,2 jours en juillet. Pour la période 1991-2020, la température moyenne annuelle observée sur la station météorologique de Météo-France la plus proche, « Labergement », sur la commune de Labergement-Sainte-Marie à 5 km à vol d'oiseau, est de 8,0 °C et le cumul annuel moyen de précipitations est de 1 459,4 mm. 
La température maximale relevée sur cette station est de 36,4 °C, atteinte le 31 juillet 1983 ; la température minimale est de −33 °C, atteinte le 9 janvier 1985,,. 
Les paramètres climatiques de la commune ont été estimés pour le milieu du siècle (2041-2070) selon différents scénarios d'émission de gaz à effet de serre à partir des nouvelles projections climatiques de référence DRIAS-2020. Ils sont consultables sur un site dédié publié par Météo-France en novembre 2022.

## Urbanisme

### Typologie
Au 1er janvier 2024, Vaux-et-Chantegrue est catégorisée commune rurale à habitat dispersé, selon la nouvelle grille communale de densité à 7 niveaux définie par l'Insee en 2022.
Elle est située hors unité urbaine. Par ailleurs la commune fait partie de l'aire d'attraction de Pontarlier, dont elle est une commune de la couronne,. Cette aire, qui regroupe 54 communes, est catégorisée dans les aires de moins de 50 000 habitants,.

### Occupation des sols
L'occupation des sols de la commune, telle qu'elle ressort de la base de données européenne d’occupation biophysique des sols Corine Land Cover (CLC), est marquée par l'importance des forêts et milieux semi-naturels (76,9 % en 2018), une proportion identique à celle de 1990 (76,9 %). La répartition détaillée en 2018 est la suivante : forêts (57,7 %), milieux à végétation arbustive et/ou herbacée (19,2 %), zones agricoles hétérogènes (7,5 %), prairies (7,3 %), zones urbanisées (4,1 %), zones humides intérieures (4,1 %). L'évolution de l’occupation des sols de la commune et de ses infrastructures peut être observée sur les différentes représentations cartographiques du territoire : la carte de Cassini (XVIIIe siècle), la carte d'état-major (1820-1866) et les cartes ou photos aériennes de l'IGN pour la période actuelle (1950 à aujourd'hui).

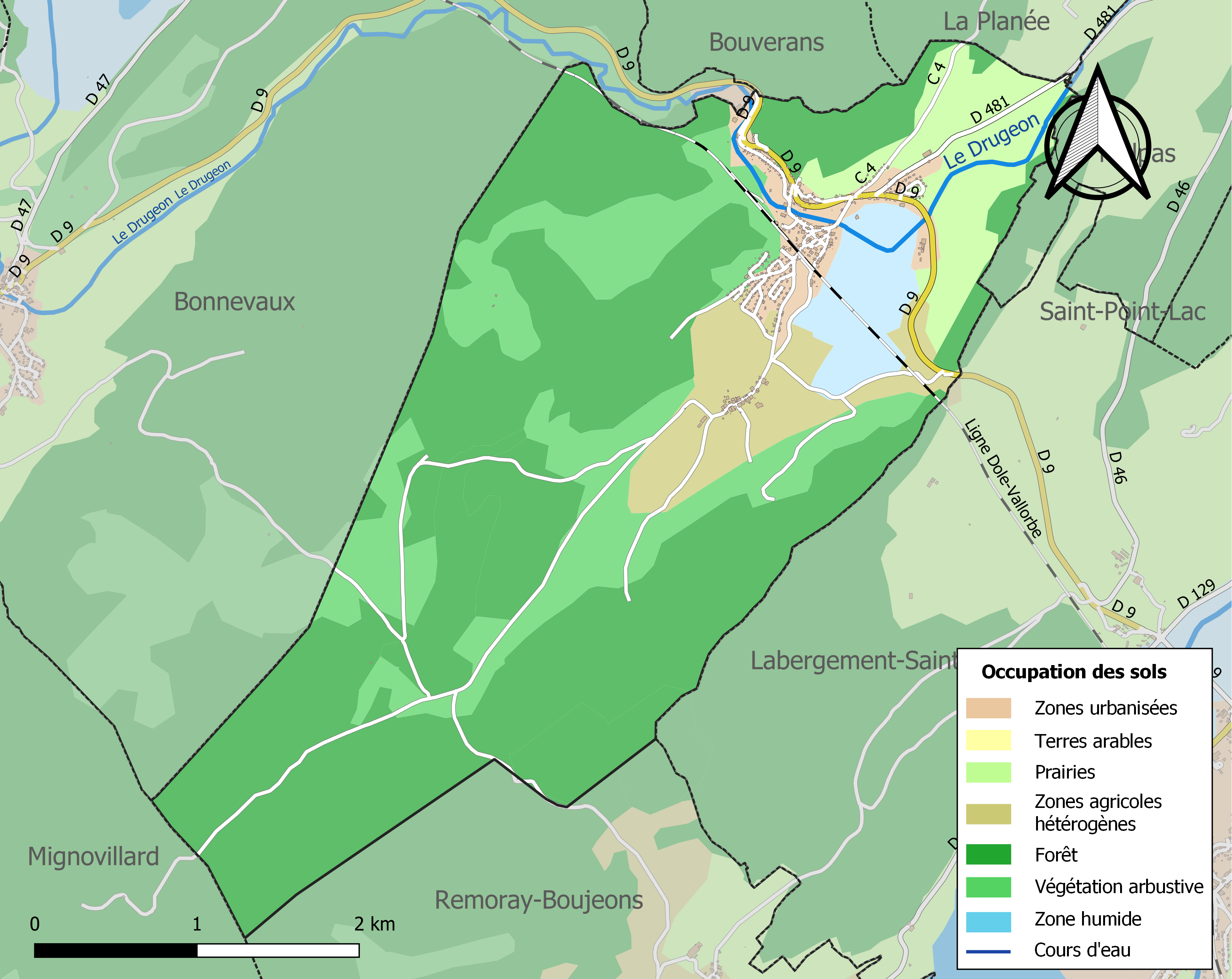
Carte des infrastructures et de l'occupation des sols de la commune en 2018 (CLC).

## Histoire
Au XIe siècle, le village, nommé Chargebin, est une colonie de Bénédictins. Il est cité en 1126 dans une charte d'Humbert III, sire de Salins. Il est inclus dans le fief de Jean Ier de Chalon à la suite d'un échange daté de 1237 avec Hugues IV duc de Bourgogne. Des combats importants se sont déroulés ici lors de la retraite de l'armée de l'Est en janvier 1871.
Les deux communes originelles de Chantegrue et Vaux ont été fusionnées entre 1790 et 1794.
De 1974 à 1985, la commune a été réunie à celle de Malpas pour former Vaux-et-Chantegrue-Malpas.

## Héraldique
| Blason de Vaux-et-Chantegrue | Blason  | D’argent à la grue de sable tenant sa vigilance d’or, posée sur un mont de sinople. |
| Blason de Vaux-et-Chantegrue | Détails | Le statut officiel du blason reste à déterminer.                                    |

## Politique et administration
| Période                                  | Période  | Identité        | Étiquette | Qualité     |
| ---------------------------------------- | -------- | --------------- | --------- | ----------- |
| mars 2001                                | mai 2020 | Xavier Vionnet  | DVD       | Agriculteur |
| mai 2020                                 | En cours | Bernard Beschet |           | Agriculteur |
| Les données manquantes sont à compléter. |          |                 |           |             |

## Démographie
L'évolution du nombre d'habitants est connue à travers les recensements de la population effectués dans la commune depuis 1793. Pour les communes de moins de 10 000 habitants, une enquête de recensement portant sur toute la population est réalisée tous les cinq ans, les populations de référence des années intermédiaires étant quant à elles estimées par interpolation ou extrapolation. Pour la commune, le premier recensement exhaustif entrant dans le cadre du nouveau dispositif a été réalisé en 2008.

En 2022, la commune comptait 663 habitants, en évolution de +17,35 % par rapport à 2016 (Doubs : +1,88 %, France hors Mayotte : +2,11 %).
| 1793 | 1800 | 1806 | 1821 | 1831 | 1836 | 1841 | 1846 | 1851 |
| ---- | ---- | ---- | ---- | ---- | ---- | ---- | ---- | ---- |
| 495  | 406  | 432  | 427  | 506  | 455  | 477  | 458  | 519  |

| 1856 | 1861 | 1866 | 1872 | 1876 | 1881 | 1886 | 1891 | 1896 |
| ---- | ---- | ---- | ---- | ---- | ---- | ---- | ---- | ---- |
| 460  | 429  | 383  | 381  | 390  | 405  | 370  | 403  | 381  |

| 1901 | 1906 | 1911 | 1921 | 1926 | 1931 | 1936 | 1946 | 1954 |
| ---- | ---- | ---- | ---- | ---- | ---- | ---- | ---- | ---- |
| 346  | 274  | 322  | 344  | 362  | 351  | 409  | 418  | 453  |

| 1962 | 1968 | 1975 | 1982 | 1990 | 1999 | 2006 | 2008 | 2013 |
| ---- | ---- | ---- | ---- | ---- | ---- | ---- | ---- | ---- |
| 452  | 441  | 512  | 546  | 490  | 503  | 550  | 563  | 562  |

| 2018 | 2022 | - | - | - | - | - | - | - |
| ---- | ---- | - | - | - | - | - | - | - |
| 606  | 663  | - | - | - | - | - | - | - |

## Lieux et monuments
- L'église de la Nativité-de-Notre-Dame, au clocher comtois, recensée dans la base Mérimée[21]. Elle renferme plusieurs éléments de mobilier recensés dans la base Palissy[22].
- La « pyramide » de 13 m de haut, surmontée d'une statue de la Vierge, érigée devant la mairie et renfermant une colonne de distribution d'eau, recensée dans la base Mérimée[23].
- La vallée du Drugeon avec un pont[24] et un moulin[25] recensés dans la base Mérimée.
- La commune possède deux monuments aux morts, le premier pour les morts de la guerre de 1870-1871,  surmonté d'une copie de la statue La Défense du drapeau (d) réalisée par Aristide Croisy. Le second surmonté d'une statue réalisée par Charles Desvergnes, est dédié aux morts dans les conflits postérieurs à la guerre de 1870-1871[26].

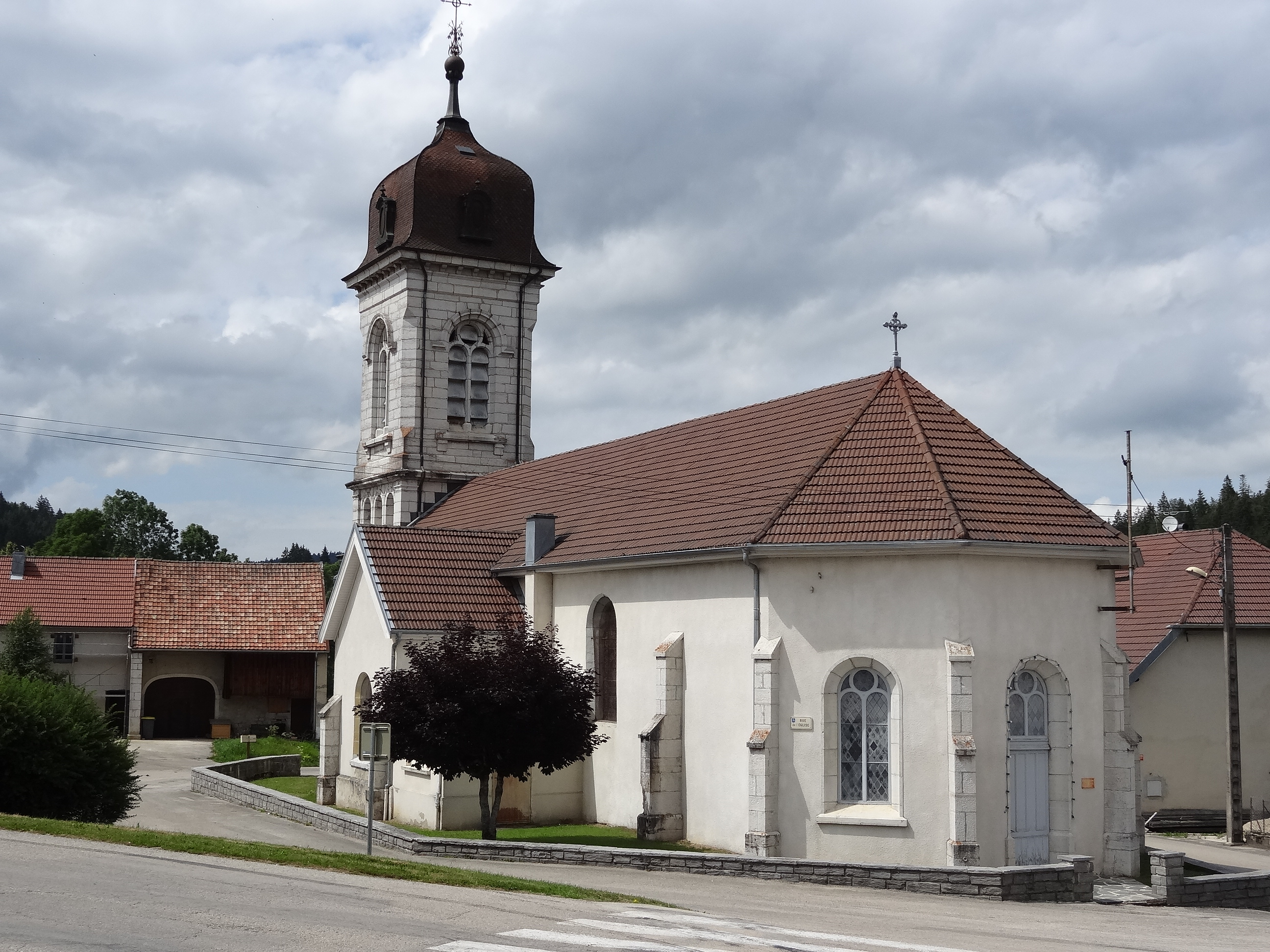
Église.
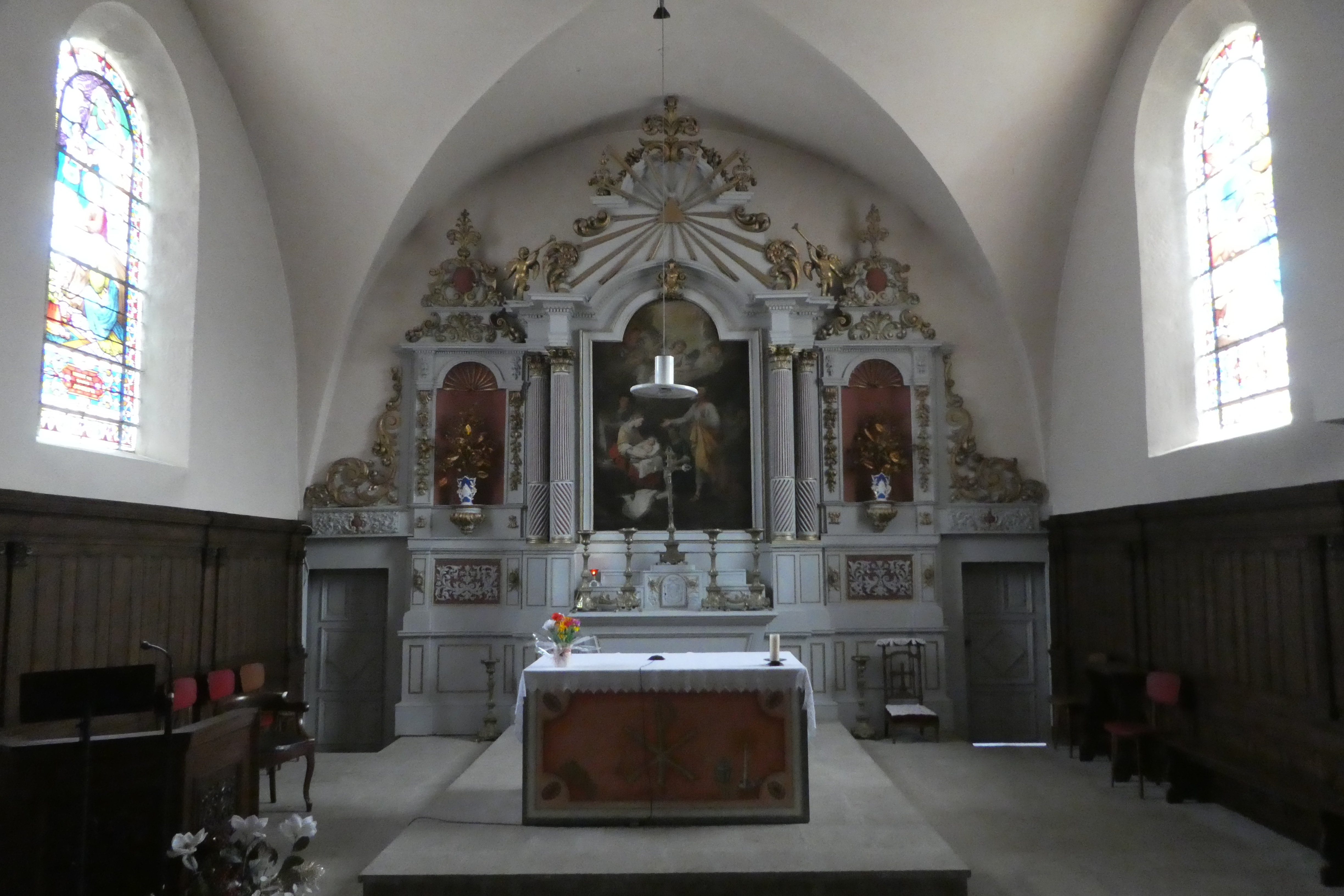
Intérieur de l'église.
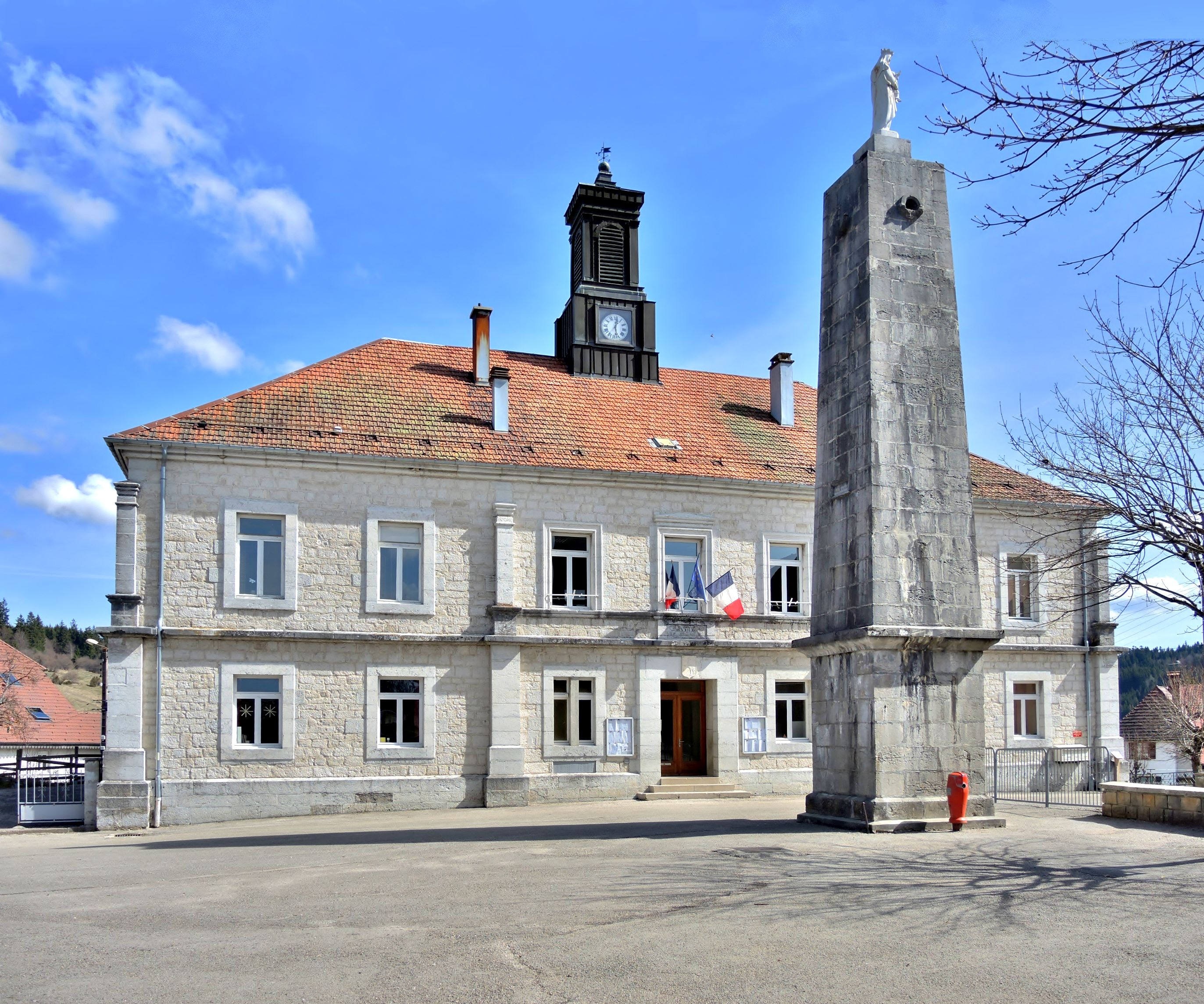
Pyramide devant la mairie.
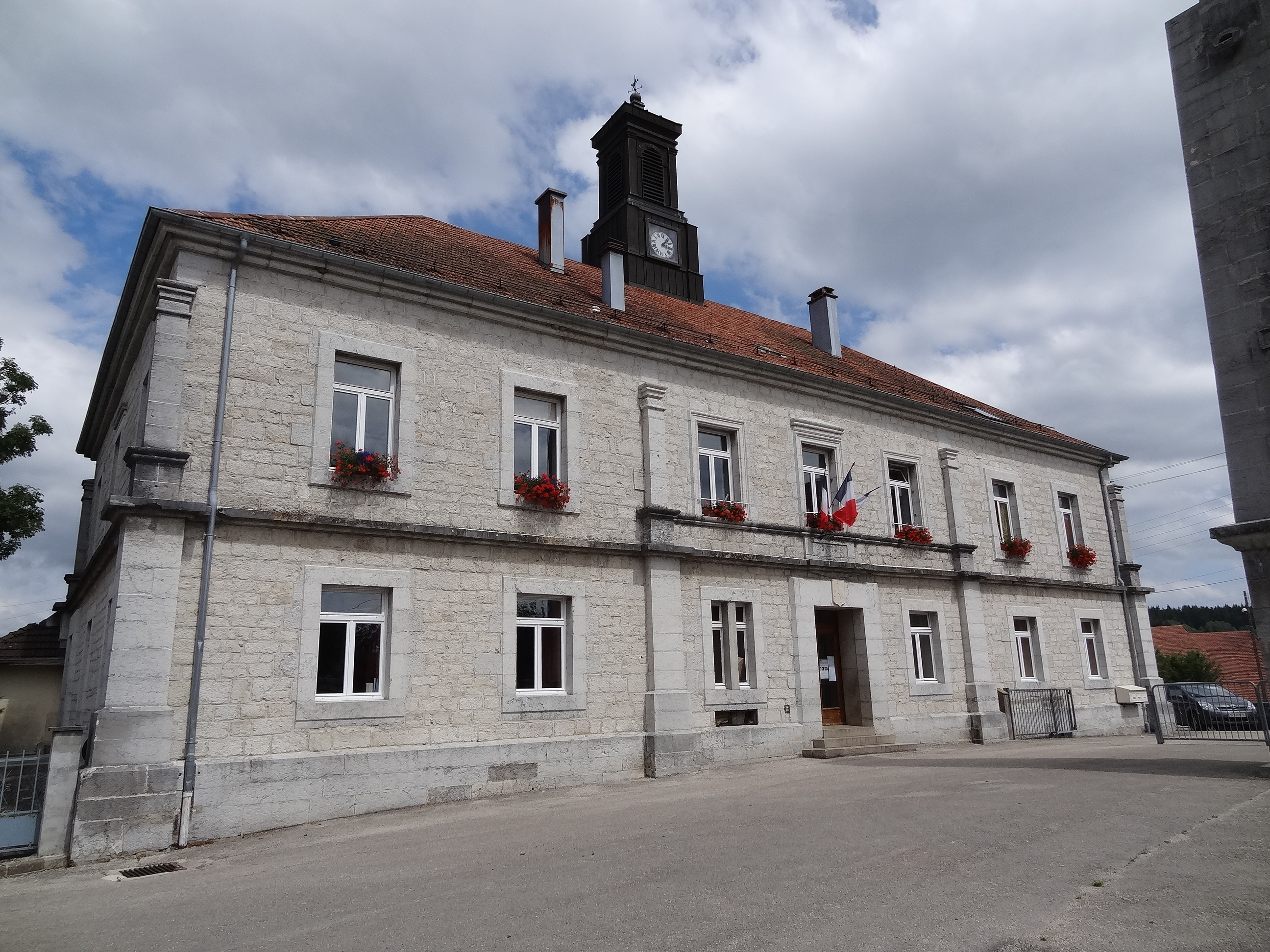
Mairie.
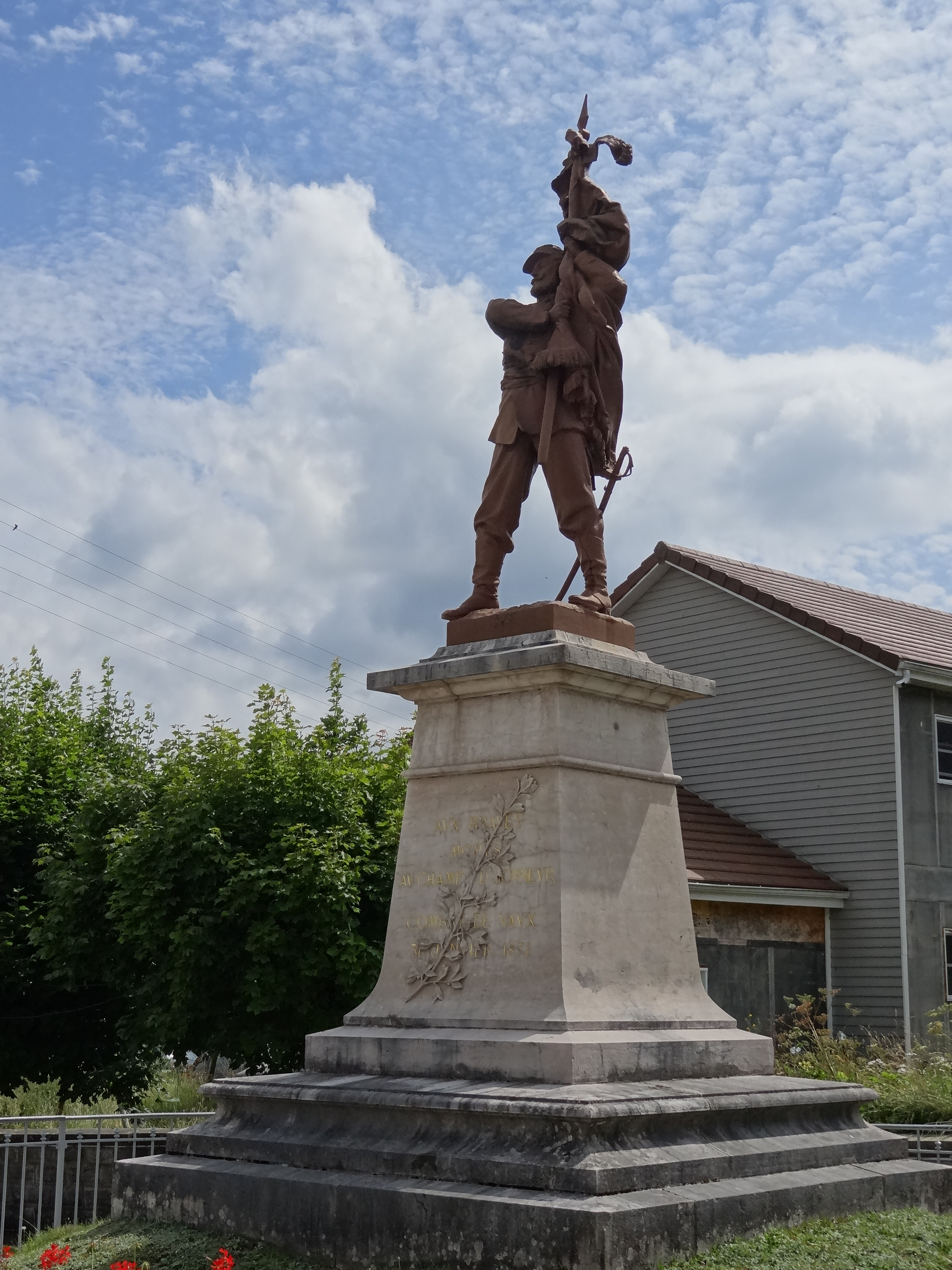
Monument de la guerre de 1870.
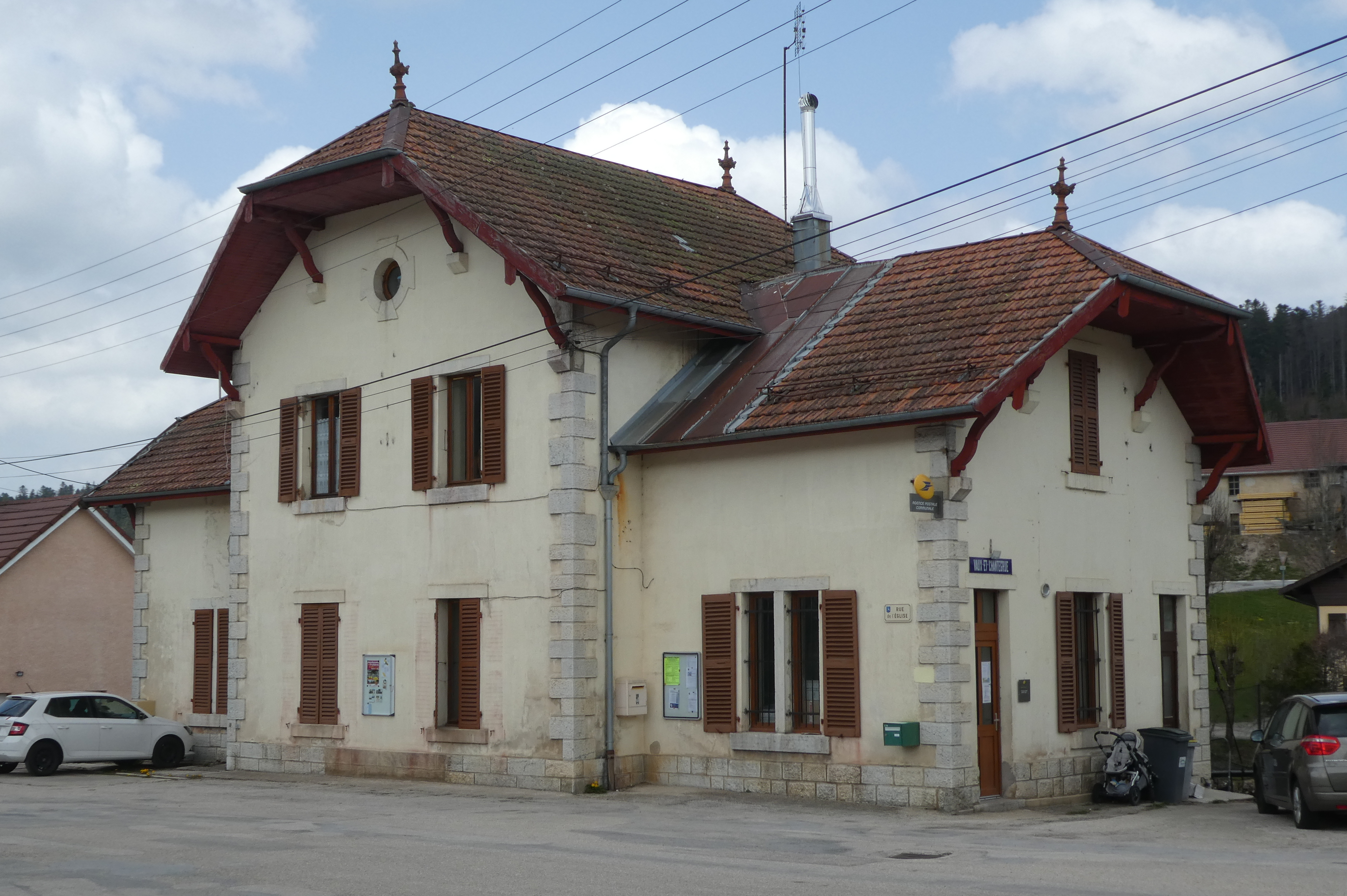
Agence postale.